# Acer circumlobatum
Acer circumlobatum é uma espécie de árvore do gênero Acer, pertencente à família Aceraceae.